# Kanton Saint-Raphaël
Der Kanton Saint-Raphaël ist seit 1973 ein französischer Wahlkreis für die Wahl des Départementrats im Arrondissement Draguignan, im Département Var und in der Region Provence-Alpes-Côte d’Azur; sein Bureau centralisateur befindet sich in Saint-Raphaël.

## Gemeinden
Der Kanton besteht aus drei Gemeinden und Gemeindeteilen mit insgesamt 51.837 Einwohnern (Stand: 1. Januar 2022) auf einer Gesamtfläche von 179,36 km²:
| Gemeinde                | Einwohner 1. Januar 2022 | Fläche km² | Dichte Einw./km² | Code INSEE | Postleitzahl |
| ----------------------- | ------------------------ | ---------- | ---------------- | ---------- | ------------ |
| Fréjus                  | 12.425                   | 67,51      | 184              | 83061      | 83370, 83600 |
| Les Adrets-de-l’Estérel | 2.780                    | 22,26      | 125              | 83001      | 83600        |
| Saint-Raphaël           | 36.632                   | 89,59      | 409              | 83118      | 83530, 83700 |
| Kanton Saint-Raphaël    | 51.837                   | 179,36     | 289              | 8314       | –            |

1. ↑   Nur der nördliche Teil der Gemeinde, der Rest gehört zum Kanton Fréjus.

Bis zur Neuordnung gehörten zum Kanton Saint-Raphaël die Gemeinde Saint-Raphaël. Sein Zuschnitt entsprach einer Fläche von 89,59 km2. Er besaß vor 2015 einen anderen INSEE-Code als heute, nämlich 8339.